# Grote Kerk (Harderwijk)
De Grote Kerk te Harderwijk is een kruisbasiliek in gotische stijl die gedeeltelijk uit de 14e en de 15e eeuw dateert. De oorspronkelijk veel grotere kerk heette aanvankelijk de Onze-Lieve-Vrouwekerk en was gewijd aan Maria. Sinds de Reformatie in 1578, toen de katholieke godsdienst werd verboden en onderdrukt, wordt de kerk gebruikt voor protestantse erediensten.
Nadat in 1415 de parochiekerk van Sint-Nicolaas was afgebrand werd besloten om een Mariakapel te vergroten en als kerk te gebruiken. Het 14e-eeuwse gebouw kreeg een nieuw koor met kooromgang, een transept en een toren die in hoogte die van de St. Eusebiuskerk in Arnhem overtrof en daarmee de hoogste van Gelderland was.
Een groot deel van de kerk ging verloren toen in 1797 de toren instortte en een deel van het schip verwoestte. Het resterende deel van het schip werd hierna onder leiding van Teunis Wittenberg, de architect van het Kwartier van Zutphen, afgesloten door een nieuwe gevel in sobere Lodewijk XVI stijl.
De Grote Kerk staat op het Kerkplein, vlak bij de boulevard.

## Afbeeldingen

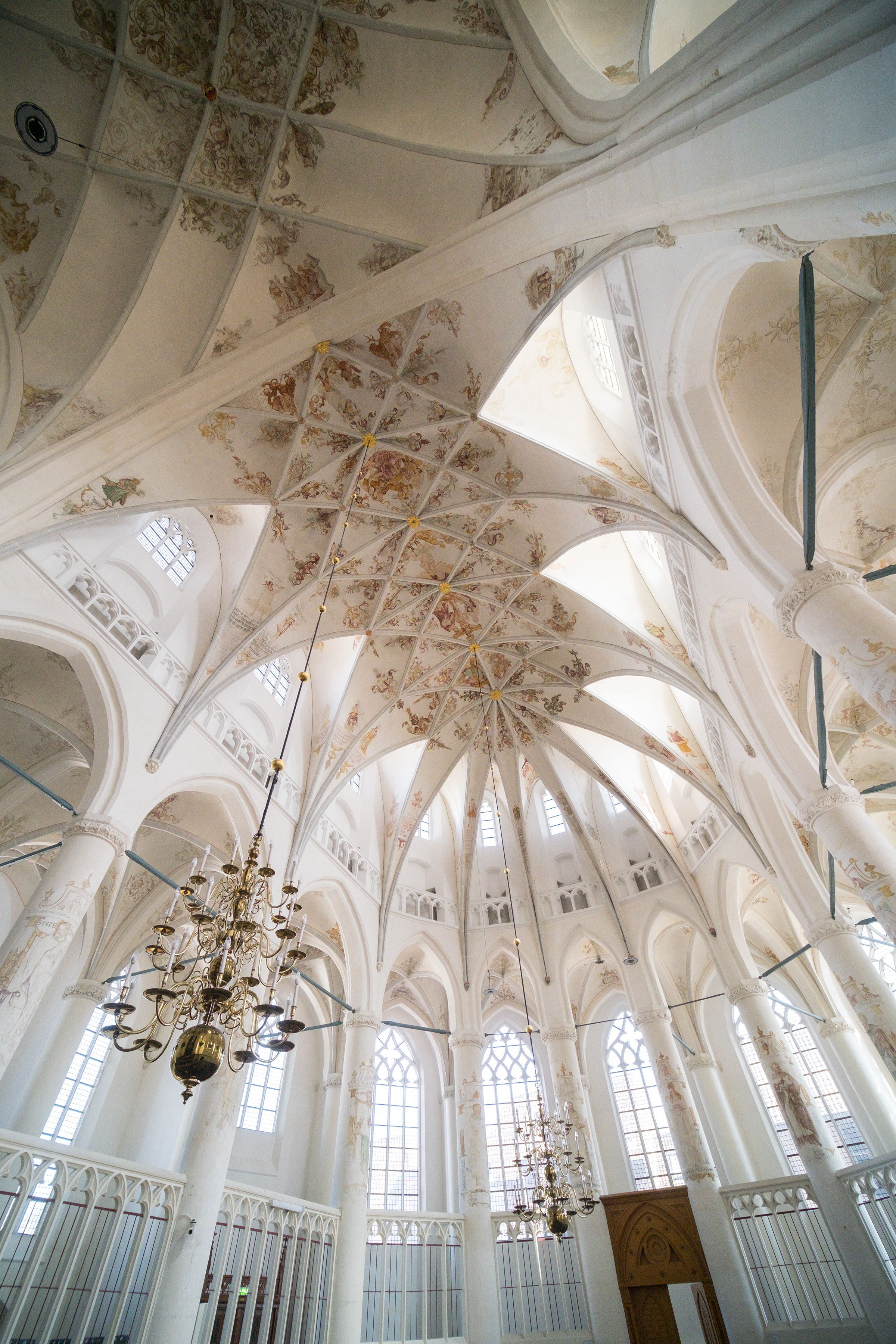
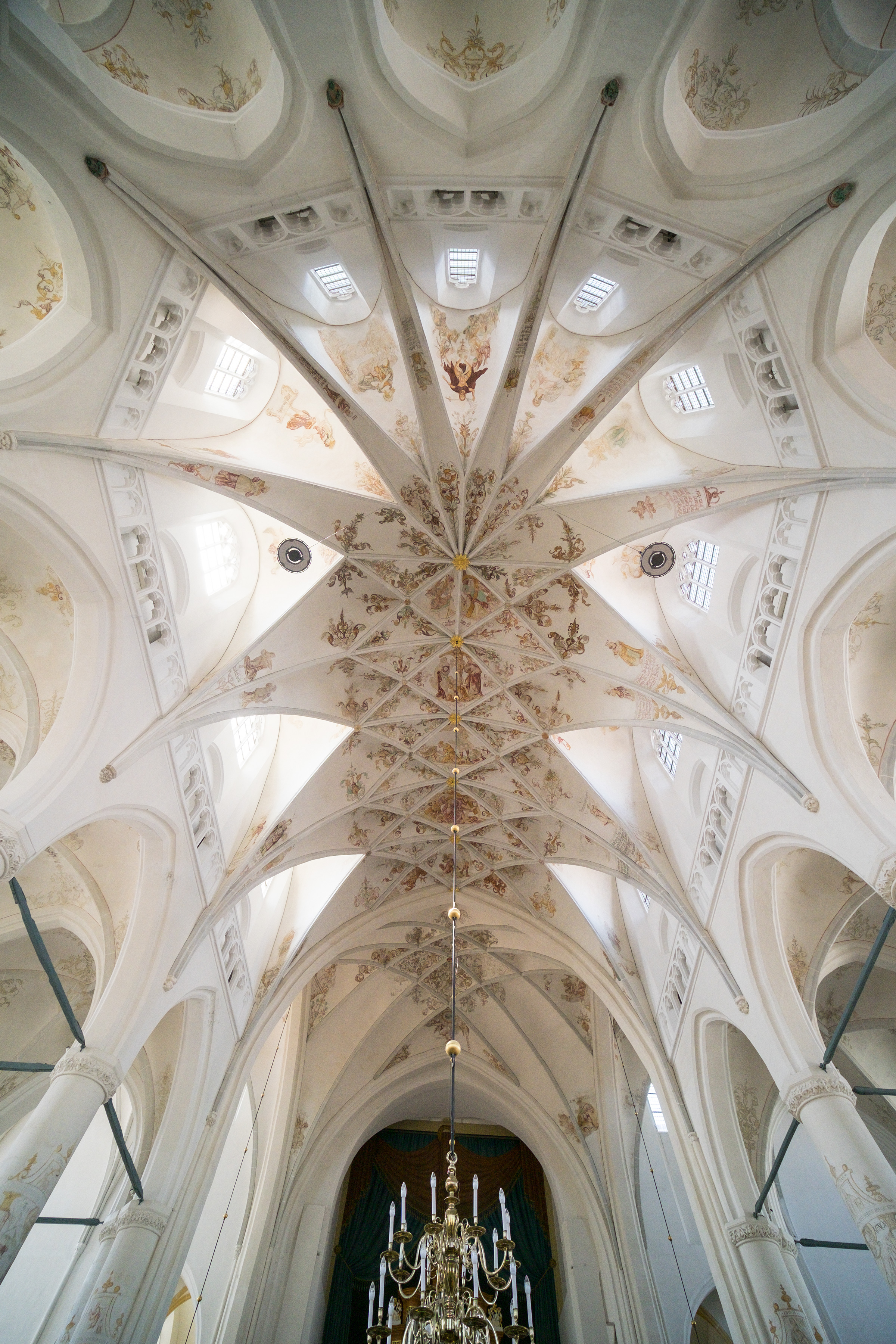
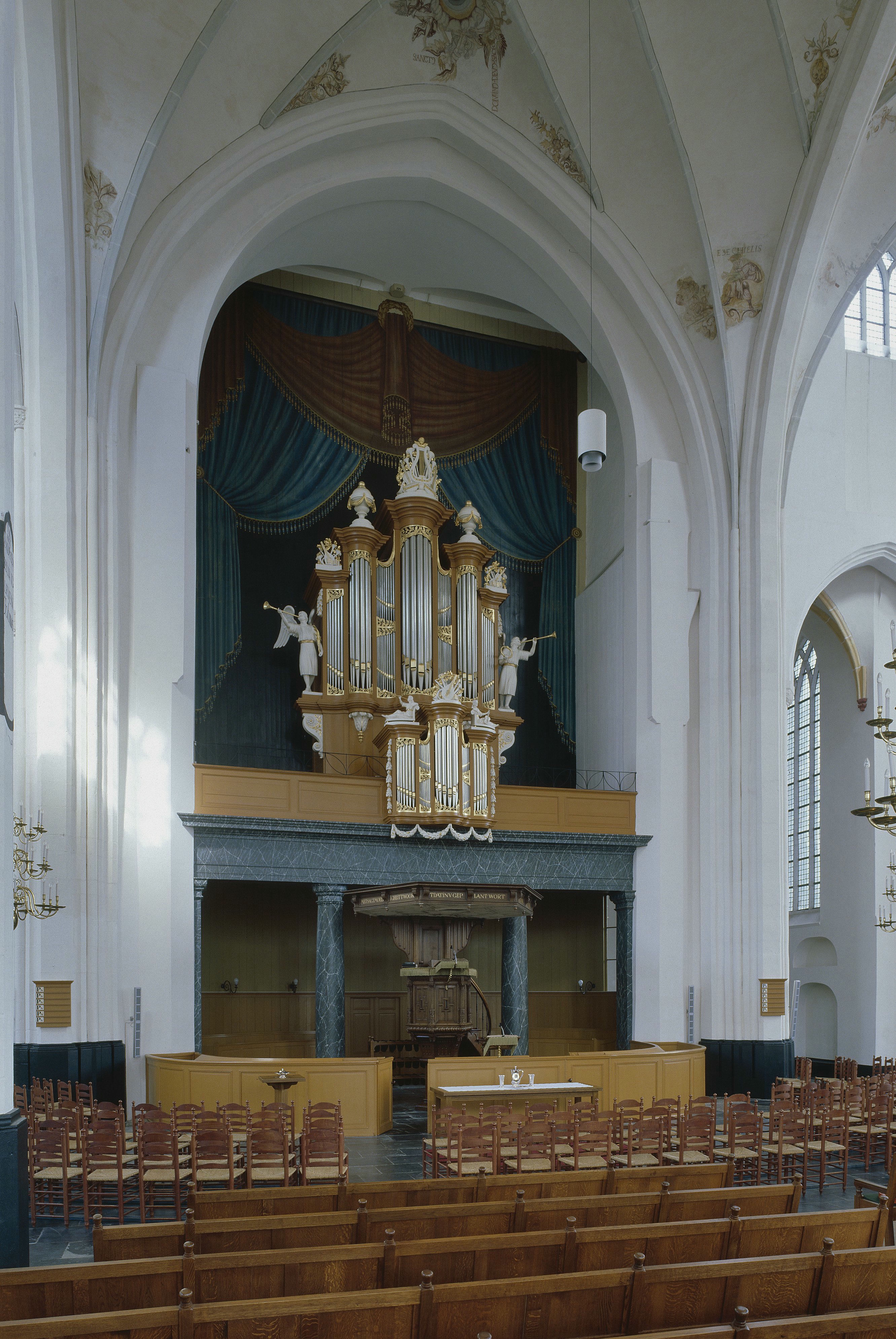